# 莊金梅
莊金梅，（1970年6月11日—），臺灣歌仔戲演員、編劇及導演，為秀琴歌劇團當家小旦。2018年以《蘇乞兒》中的杜秋菊一角入圍第二十九屆傳藝金曲獎年度最佳演員。

## 生平
莊金梅出生歌仔戲世家，父母皆是大林珠玉鳳歌劇團的團員，父親為劇團之文場，母親則擔任小生的角色。從小莊金梅對歌仔戲有濃厚的興趣，跟隨父母親四處演出，國中開始接觸歌仔戲的演出，從基本的跑龍套演起，而父親閒暇之餘也會指導莊金梅的唱唸。十八歲時，應其姑姑張秀琴小姐的邀請下加入秀琴歌劇團，在劇團中擔任旦行的角色，被喻為當家小旦，並與張秀琴、陳湣玲(米雪)合稱劇團金三角:24。莊金梅同时也為劇團編寫劇本，如：《罪》《異國鴛鴦淚》《鍾馗傳奇》《三春暉》《血染情》《尪某情》等劇:26。
曾受到歌仔戲演員黃香蓮的邀請，參與室內舞台歌仔戲和電視歌仔戲，以及受到楊麗花的青睞參與台視電視歌仔戲『君臣情深』的演出，莊金梅在藝界及文化界有「金嗓小旦」的封號:24。2018年以《蘇乞兒》中的杜秋菊一角入圍第二十九屆傳藝金曲獎年度最佳演員。